# AMC Networks International Central Europe
AMC Networks International Central Europe ging am 8. Juli 2014 aus Chello Central Europe hervor. Das Medienunternehmen ist ein Tochterunternehmen von AMC Networks International.
Es betreibt unter anderem mehr als 15 PayTV-Sender in Bosnien und Herzegowina, Polen, Albanien, Tschechien, Ungarn, Montenegro, Rumänien, Serbien, Türkei, Slowakei und Slowenien.
Zudem betreibt es in den Niederlanden ein Tochterunternehmen unter dem Namen AMC Networks International Benelux.

## PayTV-Sender von AMC Networks International Central Europe (Auswahl)
- AMC
- Film Mania
- Film Cafe
- Megamax
- MGM Channel
- Minimax
- Sport 1
- Sport 2
- Sport M
- Spektrum
- Spektrum Home
- Sundance Channel
- Televizija OBN[2]
- TV Deko
- TV Paprika